# Italia Fausta
Fausta Polloni, conocida por su nombre artístico de Italia Fausta (São Paulo, 12 de enero de 1879-Río de Janeiro, 31 de mayo de 1951), fue una actriz brasileña.

## Biografía
Fue una de las figuras más destacadas del teatro brasileño durante la primera mitad del siglo XX, en un momento fermental en el que surgen nuevas tendencias. Inicia su actuación en la compañía de los portugueses Lucinda Simões y Cristiano de Souza. También actúa en Portugal con Eduardo Brazão y Augusto Rosa.